# 那覇市立松島小学校
那覇市立松島小学校（なはしりつ まつしましょうがっこう）は、沖縄県那覇市古島2丁目にある公立小学校。

## 沿革
- 1972年（昭和47年） - 校舎1号棟建築[2]。
- 1973年（昭和48年）4月 - 開校[3]。
- 1974年（昭和49年）3月23日 - 第1回卒業式挙行[3]。
- 1978年（昭和53年） - 校舎建築[1]。
- 1979年（昭和54年） - 校舎7号棟建築[1]。
- 1980年（昭和55年） - 校舎9号棟と16号棟建築[1]。
- 1981年（昭和56年） - 屋体とプール（11号棟）・屋外便所（15号棟）建築[1]。体育館落成式挙行[2]。
- 1984年（昭和59年） - 運動場完成記念航空写真撮影実施[2]。
- 1998年（平成10年） - 校舎・地連・給（23号棟）建築[1]。
- 2023年（令和5年）12月17日 - 本校体育館にて、創立50周年記念式典挙行[4]。

## 通学区域と進学先中学校
出典

### 通学区域
- 首里末吉町1丁目（4番地～203番地）
- 首里末吉町2丁目（全域）
- 首里末吉町3丁目（39番地～47番地と59番地を除く）
- 首里末吉町4丁目（全域）
- 字古島（472番地～542番地）
- 古島1丁目（全域）
- 古島2丁目（全域）
- 真嘉比3丁目（1番、2番1号～2番21号、2番31号～2番57号、3番～5番、6番3号～6番12号、7番～10番）
- 字松川（459番地、469番地～479番地、486番地～490番地、494番地～531番地、600番地～602番地）
- 松島1丁目（1番～8番、9番12号～9番23号）
- 松島2丁目（全域）

### 進学先中学校
- 那覇市立松島中学校（那覇市古島）

## 周辺
- 社会福祉法人雅福祉会松島こども園 - 同一建物内で、かつ進学前こども園のひとつ。なお、本園所在地は本校と同一である[6]。
- 那覇市立病院 - 校地東側に敷地が隣接。
  - 地方独立行政法人那覇市立病院職員互助会院内保育所めばえ保育園
- 那覇市地域包括支援センター松島
- 那覇市立松島中学校 - 進学先中学校
- 沖縄県道28号線
- 沖縄都市モノレール沖縄都市モノレール線（ゆいレール）市立病院前駅
- 首里末吉郵便局
- 那覇市障がい者福祉センター

## アクセス
学校正門までの距離
- ゆいレール市立病院前駅（出口1）から、徒歩約130m・約2分。
- 那覇バス「11系統 安岡宇栄原線」・「333系統 那覇西原（末吉経由）線」で、「那覇市立病院前」停留所下車後、
  - 古島・おもろまち駅・県庁前方面具志営業所行（11系統）・那覇バスターミナル行（333系統）のりばから、すぐそば。
  - 石嶺営業所行（11系統のみ）のりばから、徒歩約160m・約2分。